# Donato Velluti
Donato Velluti (Firenze, 6 luglio 1313 – Firenze, 1º  luglio 1370) è stato un politico e cronista italiano del XIV secolo.

## Biografia
Velluti venne al mondo nel 1313 in un'influente famiglia patrizia di Firenze.
La famiglia era originaria di Semifonte (presso Poggibonsi) che aveva acquisito un certo benessere nella seconda metà del XIII secolo grazie a commerci esercitati, tra gli altri, a Parigi e a Londra.
Dopo aver frequentato studi universitari a Bologna dal 1329 al 1338, Donato Velluti tornò a Firenze e ricoprì diversi incarichi pubblici. Nel 1341 fu priore, nel 1351 ricoprì la carica di Gonfaloniere di Giustizia; nel 1360 risultava fra gli iscritti alla Compagnia della Misericordia di Firenze per il quartiere di Santo Spirito. Ricoprì incarichi pubblici fino alla sua morte nel 1370.
Dal 1367 fino alla sua morte Velluti scrisse La Cronica domestica, divisa in tre parti, in cui descrive la storia della sua famiglia.
La Cronica domestica fu pubblicata una prima volta nel 1731. Nel 1914 è uscita una edizione critica a cura di Isidoro Del Lungo e Guglielmo Volpi.